# Kitzingen
Kitzingen este un oraș din Franconia Inferioară, landul Bavaria, Germania.

## Istoric
În mănăstirea benedictinelor din Kitzingen a fost educată Hedviga de Silezia, a cărei mătușă a fost stareța așezământului.

## Galerie de imagini

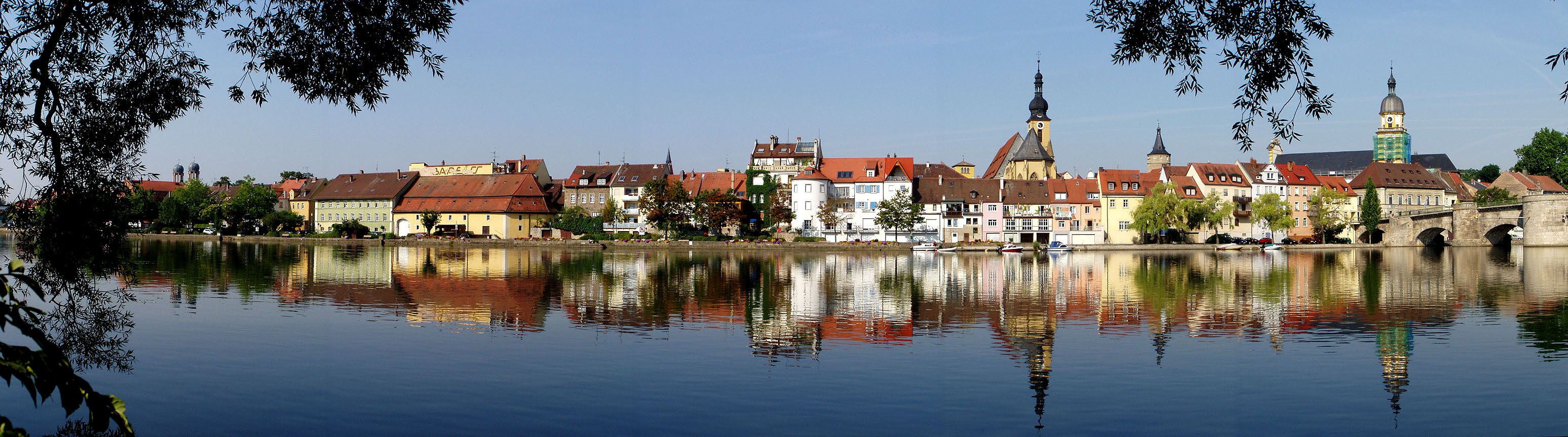
Panorama orașului